# Route nationale 113 (Italie)
Pour les articles homonymes, voir Route nationale 113.
La route nationale 113 (SS 113, Strada statale 113 ou Strada statale "Sententrionale Sicula") est une route nationale d'Italie, située en Sicile, elle relie Messine à Trapani sur une longueur de 377 km.

## Description
La route actuelle débute à Messine, au débouché de la Via Palermo, et s'enfonce immédiatement dans la chaîne des Monts Péloritains, franchie par un col appelé portella San Rizzo. Cette section est doublée par un itinéraire appelé SS113 dir Settentrionale Sicula, qui contourne les montagnes en longeant la côte. Les deux routes se rejoignent ensuite, et la SS113 suit le bord de mer jusqu'à Palerme, avant de s'en éloigner pour rejoindre Trapani.

## Parcours

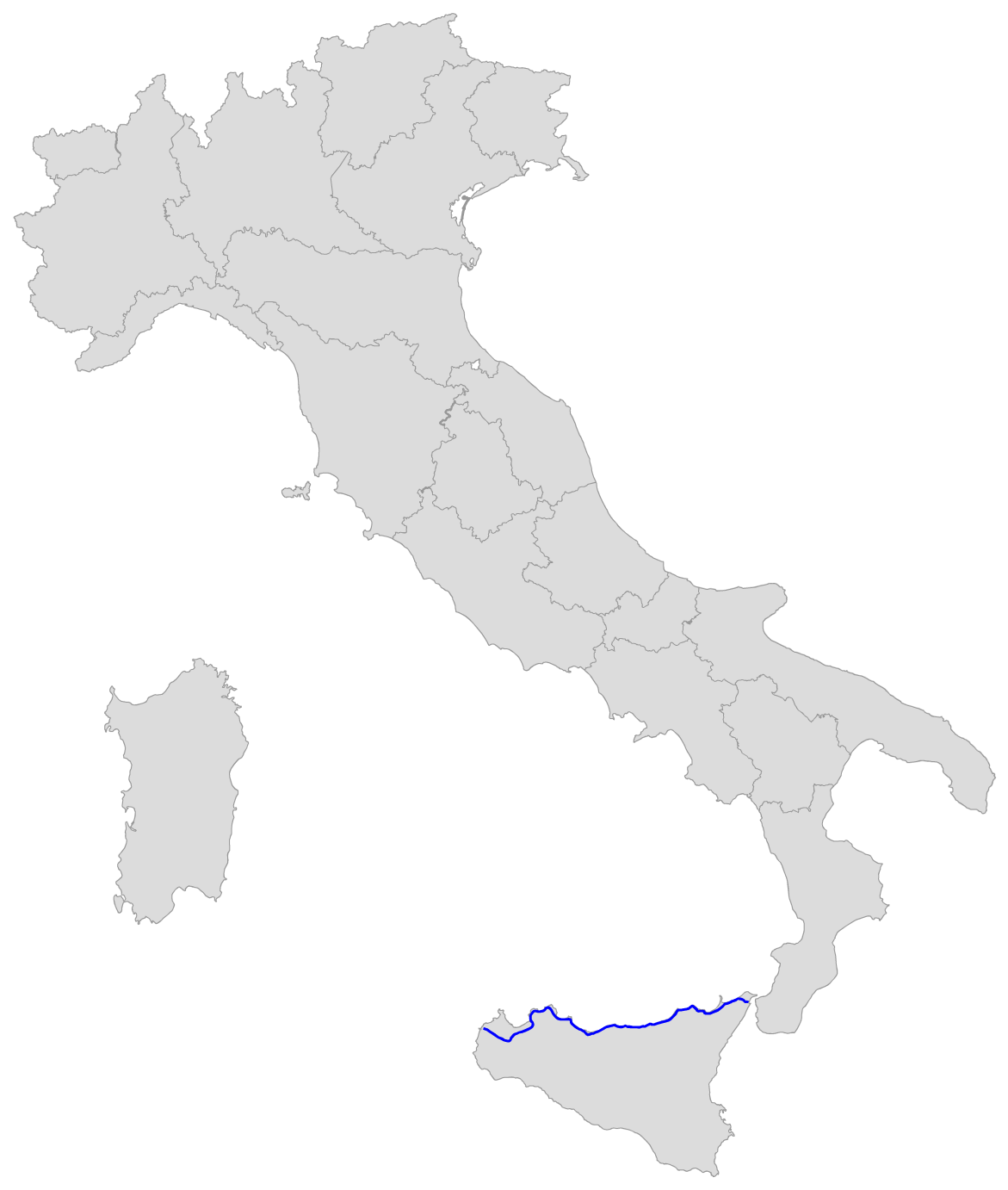
Parcours de la SS 113.